# 18 brumaire
18 vendémiaire 18 frimaire
L'octidi 18 brumaire, officiellement dénommé jour de la dentelaire, est le 48e jour de l'année du calendrier républicain. Il reste 317 jours avant la fin de l'année, 318.
C'était généralement le 8e ou le 9e jour du mois de novembre dans le calendrier grégorien.

## Événements
- An II : 8 novembre 1793
  - Exécution de Manon Roland, inspiratrice des Girondins.
  - Décret sur le tutoiement obligatoire, Interdiction du vouvoiement, en France.
  - Fondation de l'Institut national de musique à Paris qui deviendra deux ans plus tard le Conservatoire de musique.
  - Inauguration du Muséum central des arts de la République.
- An VIII : 9 novembre 1799
  - Coup d'État du 18 Brumaire : Bonaparte renverse le Directoire, début du consulat provisoire.
  - Le Conseil des Anciens vote le transfert du Corps législatif à Saint-Cloud pour le soustraire à une tentative de complot jacobin. Bonaparte reçoit le commandement des troupes, tandis que Sieyès obtient la démission des Directeurs. L'exécutif est vacant le 18 brumaire au soir.

## Naissances
- An II : 8 novembre 1793
  - Antoine Chazal, peintre et graveur français († 12 août 1854).

## Décès
- An II : 8 novembre 1793
  - Manon Roland, femme politique française, guillotinée à Paris ° 17 mars 1754.
  - Simon-François Lamarche, haut fonctionnaire français, guillotiné à Paris ° 1754.
- An XI : 9 novembre 1802
  - Thomas Girtin, aquarelliste et graveur anglais, ° 18 février 1775.
- An XIV : 9 novembre 1805
  - Baculard d'Arnaud ° 15 septembre 1718.